# 沃梅罗
沃梅罗（Vomero）是那不勒斯的中心一片高度城市化的山区，富裕的中上阶层居住区。约48000人口。

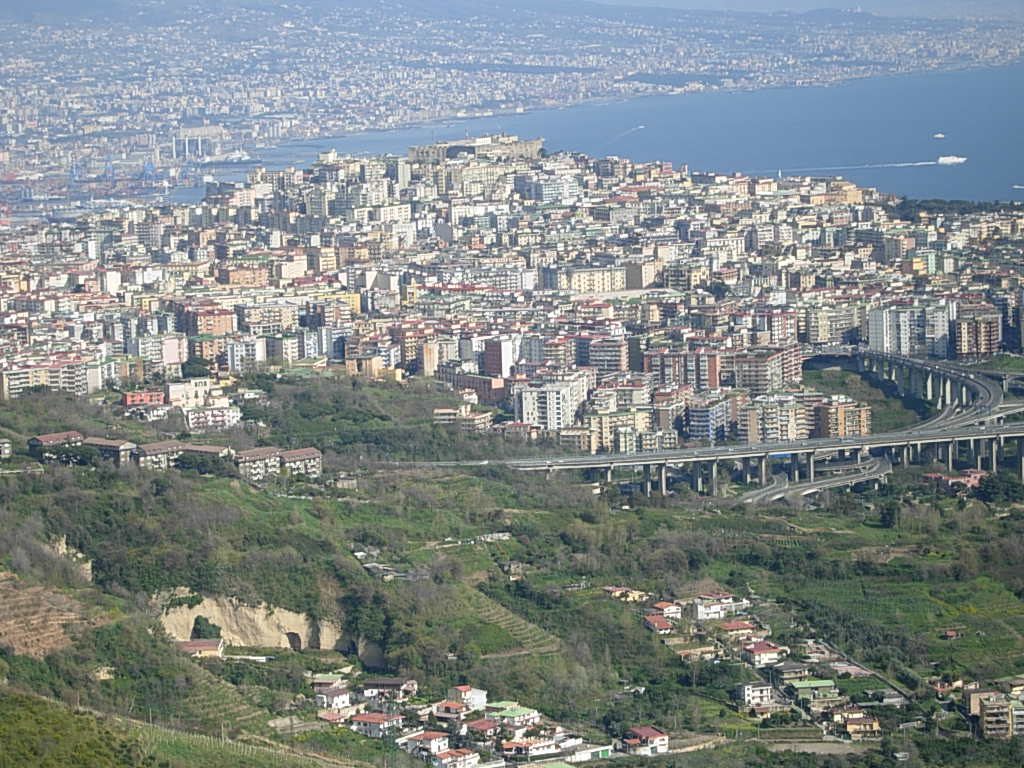
沃梅罗全景

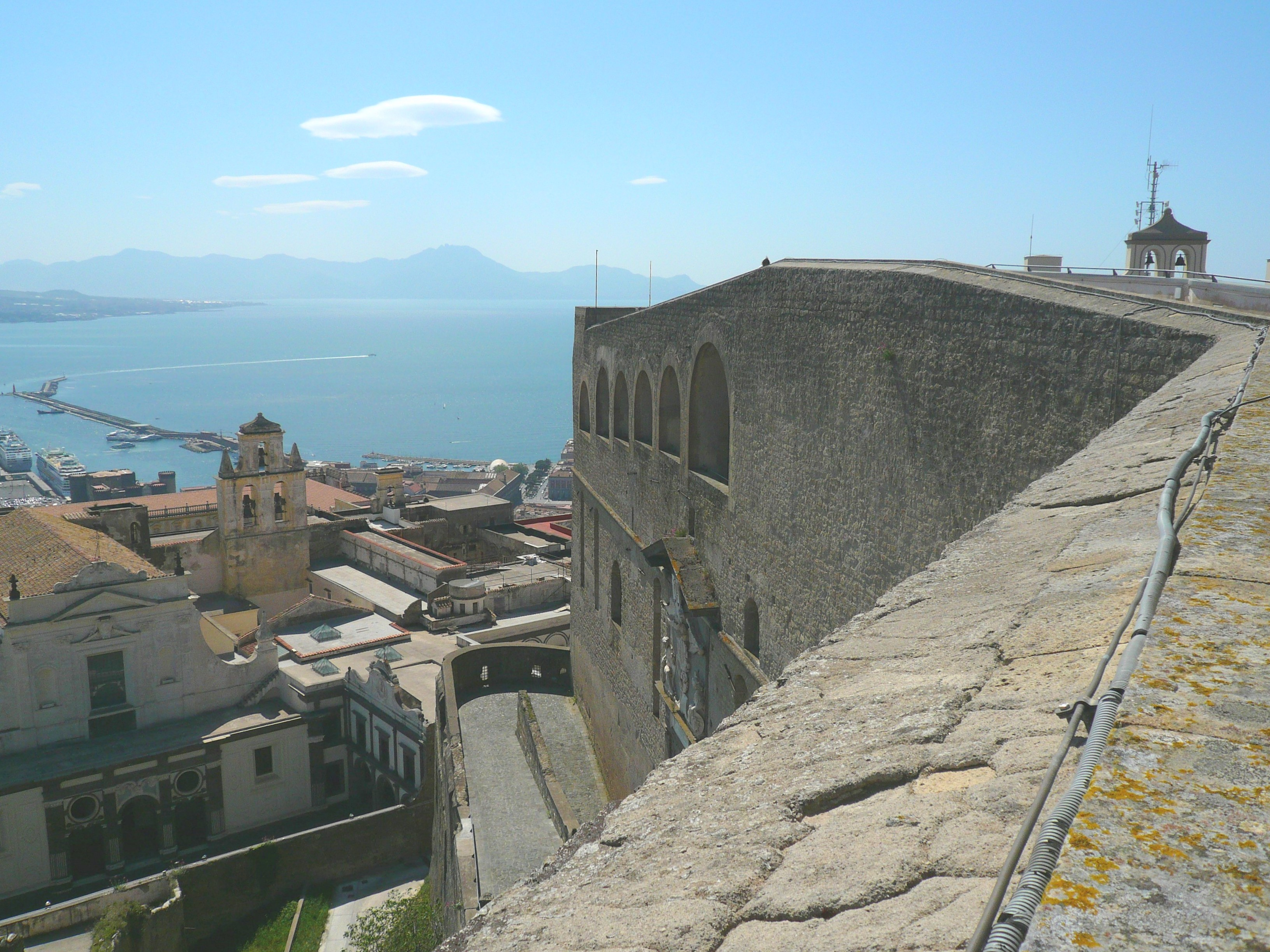
圣埃莫堡全景

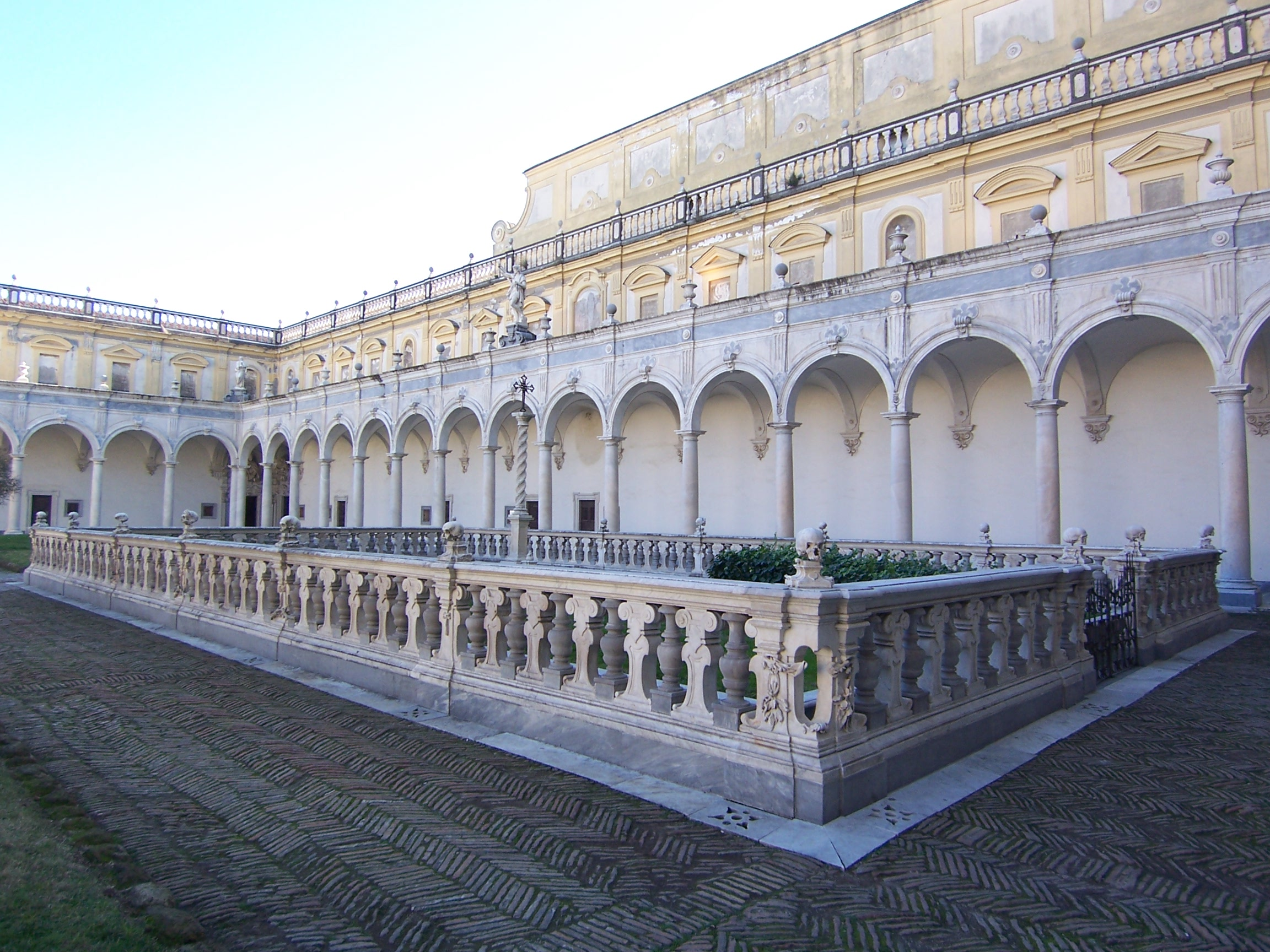
圣玛蒂诺修道院，14世纪

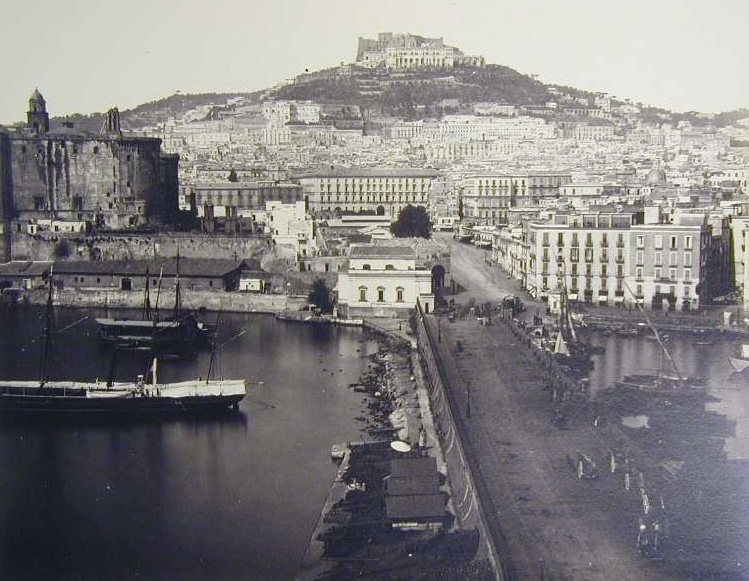
約1860至70年代攝

## 地理
沃梅罗区北邻阿雷内拉（Arenella），西邻索卡沃（Soccavo）和富里格罗塔（Fuorigrotta），南邻基艾亚区，东邻蒙特卡尔瓦里奥（Montecalvario），东北毗邻阿夫沃卡塔（Avvocata）。

## 历史
如今的沃梅罗是一个住宅区。自20世纪初以来，该区住宅急剧增加。在此期间，许多住宅围绕弗洛里迪亚纳别墅（Villa Floridiana），圣埃莫堡和圣玛蒂诺修道院兴建起来，包括后期新艺术运动风格的别墅和中上阶层的大型公寓。